# Gentianella microcalyx
Gentianella microcalyx är en gentianaväxtart som först beskrevs av John Gill Lemmon, och fick sitt nu gällande namn av John Montague Gillett. Gentianella microcalyx ingår i släktet gentianellor, och familjen gentianaväxter. Inga underarter finns listade i Catalogue of Life.